# ألان باتس
ألان باتس (بالإنجليزية: Alan Bates)‏ ممثل بريطاني (17 فبراير 1934 - 27 ديسمبر 2003) اشتهر بدور باسل في فيلم زوربا اليوناني.

## روابط خارجية
- ألان باتس على موقع IMDb (الإنجليزية)
- ألان باتس على موقع روتن توميتوز (الإنجليزية)
- ألان باتس على موقع مونزينجر (الألمانية)
- ألان باتس على موقع ألو سيني (الفرنسية)
- ألان باتس على موقع ميوزك برينز (الإنجليزية)
- ألان باتس على موقع تيرنر كلاسيك موفيز (الإنجليزية)
- ألان باتس على موقع أول موفي (الإنجليزية)
- ألان باتس على موقع قاعدة بيانات برودواي على الإنترنت (الإنجليزية)
- ألان باتس على موقع قاعدة بيانات الأفلام السويدية (السويدية)
- ألان باتس على موقع إن إن دي بي (الإنجليزية)